# Better Portable Graphics
Better Portable Graphics（ベター・ポータブル・グラフィックス、BPG）はプログラマーのファブリス・ベラールが2014年に開発した画像ファイルフォーマット。JPEGより圧縮率の良い代替となることを目的としている。動画圧縮形式であるHigh Efficiency Video Coding (HEVC) のイントラフレーム圧縮手法を元にしている。

## High Efficiency Video Coding
HEVCにはMain Still PictureやMain 4:4:4 Still Picture、Main 4:4:4 16 Still Pictureのような様々なビット深度や色空間のためのイントラフレーム圧縮手法を用いた静止画圧縮用のプロファイルが定義されているが、BPGは本質的には1サンプルあたり14ビットまでMain 4:4:4 16 Still Pictureプロファイルのラッパーである。

## 仕様
BPGのコンテナフォーマットは（通常.mp4ファイルフォーマットのような他のラッパーフォーマットとともに用いられる）HEVCで用いられる生のビットストリームフォーマットと比べて一般的な画像フォーマットとしてより適するようになっている。
BPGは4:4:4や4:2:2、4:2:0として知られる色空間をサポートする。別で圧縮された追加のチャンネルがアルファチャンネルやCMYK画像の4色目のために用意されている。EXIFやICCプロファイル、XMPのためにメタデータのサポートが行われている。
サポートされている色空間はITU-R BT.601、BT.709、BT.2020（一定でない輝度）で定義されるYCbCrとYCgCo、RGB、CMYK、そしてグレイスケールである。
HEVCの非可逆圧縮形式と可逆圧縮形式がともにサポートされている。

## 特許
BPGはHEVCの特許の一部を使用していると考えられており、それによりLWN.netはBPGは技術的にJPEGより優れているが、JPEGの代わりになる可能性は低いだろうとしている。

## 対応アプリケーション

### ビューアー
- bpgview.exe - BPG開発者による純正ビューアー
- Honeyview

### コンバーター
- bpgdec.exe bpgenc.exe - BPG開発者による純正のデコーダーとエンコーダー
- ImageMagick
- Romeolight BPGconv
- Bandisoft Honeyview

### ライブラリー，プラグイン等
- bpgdec8.js bpgdec.js bpgdec8a.js - BPG開発者による純正のJavaScriptによるBPG表示ライブラリ
- ifbpg.spi - BPGファイルを表示するSusieプラグイン